# Irvine Welsh
Irvine Welsh (Leith, 1958. szeptember 27.–) skót regény-, novella- és színdarabíró. Első és egyben legmeghatározóbb műve az 1993-ban kiadott Trainspotting, amiből három évvel később film is készült, ugyanolyan nagy sikert aratva, mint a regény. Műveit a kemény, skót dialektus, illetve az edinburghi élet brutalitásának realisztikus ábrázolása határozza meg. A regény írás mellett számos színdarabot, illetve forgatókönyvet írt.

## Munkái

### Regények
- Trainspotting (1993)
- Marabou Stork Nightmares (1995)
- Mocsok (1998)
- Ragasztó (2001)
- Pornó (2002)
- The Bedroom Secrets of the Master Chefs (2006)
- Crime (2008)
- Skagboys (2012)
- A sziámi ikrek szexuális élete (2014)
- A Decent Ride (2015)
- The Blade Artist (2016)

### Novellagyűjtemények
- Acid House (1994)
- Ecstasy: Three Tales of Chemical Romance (1996)
- If You Liked School You'll Love Work (2007)
- Reheated Cabbage (2009)

## Magyarul
- Trainspotting; ford. Dragomán György, Polyák Béla; Trivium, Bp., 1998
- Acid house; ford. Dragomán György, Polyák Béla; Trivium, Bp., 1999
- Pornó; ford. Pordán Ferenc; Konkrét Könyvek, Bp., 2004
- Trainspotting; 2. jav. kiad.; ford. Dragomán György, Polyák Béla; Konkrét Könyvek, Bp., 2005
- Trainspotting. Vonatles; ford. Dragomán György, Polyák Béla; Cartaphilus, Bp., 2010 (Filmregények)
- Skagboys; ford. Bus András; Cartaphilus, Bp., 2012
- A sziámi ikrek szexuális élete; ford. Bus András; Trubadúr, Bp., 2014
- Mocsok; ford. Bus András; Trubadúr, Bp., 2014
- Ragasztó; ford. Bus András; Trubadúr, Bp., 2015
- Pornó. T2 trainspotting; ford. Pordán Ferenc; Trubadúr, Bp., 2017

## Fordítás
- Ez a szócikk részben vagy egészben  az   Irvine Welsh című angol Wikipédia-szócikk ezen változatának fordításán alapul.  Az eredeti cikk szerkesztőit annak laptörténete sorolja fel. Ez a jelzés csupán a megfogalmazás eredetét és a szerzői jogokat jelzi, nem szolgál a cikkben szereplő információk forrásmegjelöléseként.